# Tagesoidea tages
Tagesoidea tages är en insektsart som först beskrevs av John Obadiah Westwood 1859.  Tagesoidea tages ingår i släktet Tagesoidea och familjen Diapheromeridae. Inga underarter finns listade i Catalogue of Life.